# Ectreposebastes imus
Espèce
Statut de conservation UICN

 LC  : Préoccupation mineure
Ectreposebastes imus est une espèce de poissons de la famille des Scorpaenidae (ordre des Scorpaeniformes).

## Répartition
Ectreposebastes imus se rencontre dans les océans Atlantique, Indien et Pacifique dans les eaux tropicales et tempérées et ce à une profondeur comprise entre 150 et 2 000 m (et plus fréquemment entre 500 et 850 m).

## Description
Ectreposebastes imus présente un longueur totale maximale de 180 mm et une taille habituelle d'environ 100 mm.